# Вольно-Сухарьово
Во́льно-Сухарьов́о (рос. Вольно-Сухарёво, башк. Вольно-Сухарев) — присілок у складі Уфимського району Башкортостану, Росія. Входить до складу Ніколаєвської сільської ради.
Населення — 177 осіб (2010; 146 у 2002).
Національний склад:
- росіяни — 49 %
- татари — 37 %